# Aleš Rádl
Aleš Rádl (* 13. dubna 1966 Praha) je český politik ODS, bývalý starosta města Černošice a v letech 2006 až 2013 poslanec Poslanecké sněmovny.

## Biografie
Bydlí v Černošicích. Je rozvedený, má dvě děti. Získal středoškolské vzdělání ekonomického směru a roku 2009 absolvoval magisterské studium na právnické fakultě Západočeské univerzity v Plzni.
V komunálních volbách roku 1998 neúspěšně kandidoval za ODS do zastupitelstva města Černošice. Zvolen sem byl v komunálních volbách roku 2002 a komunálních volbách roku 2006. Opětovně neúspěšně do tamního zastupitelstva kandidoval v komunálních volbách roku 2010. Profesně se uvádí k roku 1998 jako ekonom, v roce 2002 coby analytik a k roku 2006 a 2010 jako poslanec. V roce 2002 se stal místostarostou Černošic a od roku 2006 působil jako starosta města. V komunálních volbách roku 2010 ale kvůli některým kauzám ODS v Černošicích výrazně propadla a z více než 30% podpory v předchozích volbách spadla na necelých 6 % hlasů. Rádl se nedostal do zastupitelstva. Místní opozice Rádla kritizovala mimo jiné za výstavbu protihlukové zdi za jeho domem, přičemž náklady na zeď v řádu milionů korun byly hrazeny z veřejných rozpočtů. Rádl neúspěch ve volbách vysvětloval agresivní kampaní jeho oponentů („Hnojomet paní Göttelové evidentně zafungoval. Je mi to líto, ale já bych se k podobnému vedení kampaně nikdy nesnížil“).
Ve volbách v roce 2006 byl zvolen do poslanecké sněmovny za ODS (volební obvod Středočeský kraj). Působil jako člen hospodářského výboru a výboru pro evropské záležitosti. Poslanecký mandát obhájil ve volbách v roce 2010. Stal se členem ústavněprávního výboru a 2. místopředsedou hospodářského výboru sněmovny.